# Le Forgeron de la Cour-Dieu
Pour plus de détails, voir Fiche technique et Distribution.
Le Forgeron de la Cour-Dieu (Il fabbro del convento) est un mélodrame historique italien réalisé par Max Calandri (it) et sorti en 1945. C'est une adaptation du roman homonyme de Pierre Alexis de Ponson du Terrail publié en 1869.
Le film a réuni 2,5 millions de spectateurs en salles, se plaçant à la 6e position du box-office Italie 1945.

## Synopsis
En pleine Révolution française, on suit les aventures étonnantes du forgeron du couvent de la Cour-Dieu.

## Fiche technique
- Titre français : Le Forgeron de la Cour-Dieu[1]
- Titre original italien : Il fabbro del convento[2]
- Réalisateur : Max Calandri (it)
- Scénario : Max Calandri (it), Gian Maria Cominetti (it)
- Photographie : Mario Albertelli (it)
- Montage : Eraldo Da Roma
- Musique : Umberto Mancini (it)
- Décors : Luigi Scaccianoce (it)
- Production : Gennaro Proto
- Sociétés de production : Oro Film
- Pays de production :  Royaume d'Italie
- Langue originale : italien
- Format : Noir et blanc - Son mono
- Durée : 88 minutes
- Genre : Mélodrame
- Dates de sortie :
  - Royaume d'Italie : (visa délivré le 24 décembre 1945[2])
  - France : 1948[1]

## Distribution
- Vera Bergman : Elena
- Claudio Gora : Des Mazures
- Guido Celano : Boris
- Marcello Giorda : Sergio
- Maria Melato (it) : L'infirmière
- Attilio Ortolani (it) : Waldener
- Ingeborg Zennaro : Olga / Aurora
- Mario Salieri : Luciano
- Giovanni De Dominis (sous le nom d'« Ivan Miriev »)
- Pia De Doses
- Antonio Cassinelli
- Cristina Veronesi